# Carles Sechi Ibba
Carles Sechi Ibba   (l'Alguer, 6 de maig de 1946) és un activista cultural i polític alguerès.
Estudià al liceu clàssic G. Mannu. Treballà com a professor de música. Durant els anys setanta fundà el moviment de centre-esquerra Sardenya i Llibertat, grup amb el qual el 1980 fou escollit per primera vegada regidor a l'ajuntament de l'Alguer. Entre 1984 i 1985 fou assessor de cultura del síndic Loffredo. A les eleccions municipals italianes de 1994 fou escollit síndic de l'Alguer amb el 64 % dels vots populars. Des del seu càrrec aprofità per promoure l'oficialitat del català a la ciutat, la retolació bilingüe, a oferir espectacles de teatre en català i a fomentar la creació d'emissores municipals de ràdio en català. I per tal d'oferir ensenyament en català, ha subscrit convenis de col·laboració amb la Universitat de les Illes Balears i d'altres universitats catalanes. Per aquest motiu fou guardonat amb la Creu de Sant Jordi el 1996 per la Generalitat de Catalunya. Continuà sent escollit com a membre de la coalició Alghero Viva. A les eleccions municipals del 2002 fou elegit regidor.
Ha estat el cap de l'Obra Cultural de l'Alguer des de la seva fundació el 1985 i un dels promotors i directors de la revista L'Alguer, editada en català.

## Obres
- Un temps a l'Alguer se menjava també així (2004)